# Pinokkio-illusie
De Pinokkio-illusie is de illusie dat je neus langer groeit, zoals bij de sprookjesfiguur Pinokkio, wiens neus steeds langer werd door het vele liegen.
De illusie ontstaat wanneer men het puntje van de neus tussen duim en wijsvinger vasthoudt en intussen in de betreffende bovenarm de biceps met een vibrator wordt gestimuleerd. Door de vibratie registreren spierspoeltjes het strekken van de spier, wat wordt beleefd alsof de hand zich van het gezicht af beweegt. Omdat de vingers nog steeds het puntje van de neus vasthouden, lijkt het alsof de neus langer wordt.